# هيلدا رام
هيلدا رام هي كاتِبة وشاعرة بلجيكية، ولدت في 31 أكتوبر 1858 في أنتويرب في بلجيكا، وتوفي بنفس المكان في 12 يوليو 1901.

## وصلات خارجية
- هيلدا رام على موقع ميوزك برينز (الإنجليزية)